# Где-нибудь я найду тебя
«Где-нибудь я найду тебя» (англ. Somewhere I'll Find You) — кинофильм. Экранизация произведения Чарльза Хоффмана.

## Сюжет
Два брата Дэвиса, работающие военными корреспондентами, соперничают за любовь одной и той же девушки перед началом Второй мировой войны. Троица встречается вновь на фронте в Индокитае, где Паула помогает эвакуировать детей.

## В ролях
- Кларк Гейбл — Джонатон (Джонни) Дэвис
- Лана Тёрнер — Паула Лейн
- Роберт Стерлинг — Кирк (Джуниор) Дэвис
- Патриция Дэйн — Кристал Макрейган
- Реджинальд Оуэн — Уилли Мэннинг
- Ли Патрик — Ева (Иви) Мэннинг
- Дуглас Фоули — армейский капитан (в титрах не указан)
- Молли Ламонт — медсестра Уинифред (в титрах не указана)
- Тамара Шэйн — Мама Луговская (в титрах не указана)

## Интересные факты
- После того, как жена Кларка Гейбла, Кэрол Ломбард погибла в авиационной катастрофе, актёр получил месячный отпуск, на время которого съемки были прерваны.
- «Где-нибудь я найду тебя» стал вторым из шести фильмов где сыграла пара Гейбл-Тёрнер.